# Heilangau
Der Heilangau war eine mittelalterliche Gaugrafschaft am linken Ufer der Unterelbe. Die wichtigsten Orte im Heilangau sind Bremervörde, Buxtehude, Harburg und Stade.
Graf im Heilangau war:
- Heinrich, † 11. Mai 976, seit 959 als Graf im Heilangau belegt (Udonen)

Heinrich baute in Harsefeld eine Burg, von der aus der Gau fortan verwaltet wurde. Im 11. Jahrhundert wurde der Hauptsitz der Grafschaft nach Stade verlegt und die Grafschaft dann auch nach diesem neuen Sitz genannt.